# Yunjin Kim
Yunjin Kim  (hangul: 김윤진, Kim Jundzsin, RR: Kim Yun-Jin; 1973. november 7.–) dél-koreai–amerikai film- és színházi színésznő. Legismertebb alakítása a Lost – Eltűntek című amerikai televíziós sorozatban Sun szerepe, valamint a Süri (Shwiri) című dél-koreai filmben Panghi (Bang-Hee) észak-koreai kémnő. Látható volt Dr. Karen Kim szerepében is az ABC Zűrös viszonyok című drámasorozatában.

## Élete
Kim 1973. november 7-én született a dél-koreai Szöulban. Családjával 1983-1984 között vándorolt be az Egyesült Államokba. A New York állambeli Staten Islanden éltek. Hetedik osztályban csatlakozott a középiskolai drámaklubhoz, és fellépett a My Fair Lady című musicalben. 
Kim a híres Fiorello H. LaGuardia High School of Music & Art and Performing Arts iskolába járt, amely egy Manhattanben található állami középiskola. Innen folytatta drámatanulmányait a London Academy of Performing Arts-on, majd később a Bostoni Egyetemen szerzett BFA-diplomát dráma szakon. Kim megjegyezte, hogy a gyors amerikanizálódás érdekében egyforma intenzitással tanulta a színészetet, a tudományokat és a kiejtést. Emellett képzett táncos és harcművész.

## Magánélete
Kim 2010 márciusában Oahu szigetén ment hozzá egykori menedzseréhez, Pak Csonghjok (Park Jeong-hyeok)hoz, miután leforgatta utolsó jeleneteit a Lost – Eltűntek című sorozatban.

## Filmográfia

### Film
| Év   | Film                               | Szerep                                    |
| ---- | ---------------------------------- | ----------------------------------------- |
| 1999 | Süri (Shwiri)                      | I Mjonghon (Lee Myung-hyun)               |
| 2000 | The Legend of Gingko               | Jon (Yeon)                                |
| 2001 | Rush!                              | Szojong (Seo-yeong)                       |
| 2002 | Iron Palm                          | Csini (Ji-ni)                             |
| 2002 | Yesterday                          | Kim Hiszu / No Hiszu (Kim Hisu / No Hisu) |
| 2002 | Ardor                              | Mihun (Mi-heun)                           |
| 2005 | Diary of June                      | Szo Junhi (Seo Yun-hee)                   |
| 2007 | Mother                             |                                           |
| 2008 | Seven Days                         | Ju Dzsijon (Yoo Ji-yeon)                  |
| 2010 | Harmony                            | Csonghje (Jeong-hye)                      |
| 2011 | Heartbeat                          | Cshe Jonhi (Chae Yeon-hee)                |
| 2012 | The Neighbor                       | Kjonghi (Kyung-hee)                       |
| 2014 | Óda édesapámhoz (Ode to My Father) | Jongdzsa (Young-ja)                       |
| 2017 | House of the Disappeared           | Kang Mihi (Kang Mi-hee )                  |
| 2020 | Pawn                               | Mjongdzsa (Myung-ja )                     |
| 2020 | Confession                         | Jang Sine (Yang Shin-ae)                  |

### Televízió
| Év        | Cím                               | Szerep                        | Megjegyzés          |
| --------- | --------------------------------- | ----------------------------- | ------------------- |
| 1996      | Splendid Holiday (화려한 휴가)    |                               |                     |
| 1997      | Foreboding (예감)                 | Csang Szejong (Jang Se-young) | 16 epizód           |
| 1998      | Wedding Dress drama (웨딩 드레스) | Gina                          | 22 epizód           |
| 1999      | Love in 3 Colors (유정)           | Csang Hidzsu (Jang Hee-ju)    | főszerep, 56 epizód |
| 2004–2010 | Lost – Eltűntek                   | Kvon Szonhva                  | főszerep, 88 epizód |
| 2013–2016 | Zűrös viszonyok                   | Karen Kim                     | főszerep, 51 epizód |
| 2018      | Ms. Ma, Nemesis                   | Ms. Ma                        | főszerep, 40 epizód |
| ?         | Money Heist                       | Szon Udzsin (Seon Woo-jin)    | [ 5 ]               |

### Videójátékok
| Év   | Cím             | Szinkronszerep |
| ---- | --------------- | -------------- |
| 2007 | Lost: Via Domus | Kvon Szonhva   |
| 2012 | Sleeping Dogs   | Tiffany Kim    |

## Fordítás
- Ez a szócikk részben vagy egészben  a   Yunjin Kim című angol Wikipédia-szócikk fordításán alapul.  Az eredeti cikk szerkesztőit annak laptörténete sorolja fel. Ez a jelzés csupán a megfogalmazás eredetét és a szerzői jogokat jelzi, nem szolgál a cikkben szereplő információk forrásmegjelöléseként.